# Jacques Berquin
Jacques Berquin (Amsterdam 7 december 1722 - Amsterdam, 17 augustus 1812) was een Nederlandse bouwkundige en wiskundige.

## Biografie
Hij was de zoon van Jan van Berken en Martha Tintelin, en werd gedoopt in de Amsterdamse Walenkerk, wat mogelijk op een Franse herkomst duidt en de latere Verfransing van zijn achternaam verklaart. In 1754 werd hij als timmerman ingeschreven in het poortersboek van Amsterdam; het jaar daarop trouwde hij daar met Susanna Montet, in 1758 hertrouwde hij daar met Susanna Rogé.
In 1777 solliciteerde hij vergeefs naar de post van stadsbouwmeester in Zwolle. 
In Amsterdam gaf Berquin naast zijn timmermanspraktijk onderwijs in bouwkundig rekenen. Hij werd vooral bekend door zijn met prenten van sluizen, bruggen en zelfontworpen statige woonhuisgevels in classicistische trant geïllustreerde tweedelige bouwkundige traktaat Architectura of wiskundige verhandeling om de voornaamste eigenschappen der burgerlyke bouwkunst betrekkelyk te maaken tot de vyf bouworders (1789-1790), dat hij opdroeg aan burgemeester Joachim Rendorp.
- Gemeinsame Normdatei: 1050695534
- Virtual International Authority File: 289656121